# Bódító baraboly
A bódító baraboly (Chaerophyllum temulum) a zellerfélék családjába tartozó, Európában honos, erdőszéleken, utak mentén élő, mérgező növényfaj. 

## Megjelenése
A bódító baraboly 70-120 cm magas, lágyszárú, egy- vagy kétéves növény. Szára szögletes, az ízek alatt kissé bütykösen megvastagodott, bíborszín foltokkal tarkított, vagy teljesen sötétbíboros, rövid szőrökkel borított. Levelei kétszeresen szárnyaltak. A másodrendű levélkék tojásdadok vagy hosszúkásak, szélük tompán behasogatott.
Június-júliusban virágzik. Virágzata 6-12 szőrös sugárból álló összetett ernyő, a sugarak hossza 1,5-5, cm. Virágai fehérek. Murvalevelek helyett 5-8 pillás szélű gallérkalevele van.  
Hosszában bordázott, megnyúlt termései csillagszerűen szétterülnek, hosszuk 4-7 mm.     

## Elterjedése és élőhelye
Európában, Nyugat-Ázsiában és Észak-Afrikában honos, de a mediterrán régióban ritka. Magyarországon gyakori fajnak számít.
Erdőszéleken, nyílt ligeterdőkben, bozótosokban, útszéleken, parlagokon található meg. Az árnyékos, félárnyékos helyeket és a tápanyagokban gazdag, nedves talajt részesíti előnyben.

## Toxicitása
A növény minden része, de leginkább magvai kerofillin alkaloidot tartalmaznak, amely erősen irritáló hatású. Ha a legelő állatok elfogyasztják, a mérgezés tünetei nyáladzás, hányás, hasmenés, felfúvódás, általános izomgyengeség, bizonytalan járás, gyengülő szívműködés, kitáguló pupillák, nehéz légzés, bénulás. Ritkán elhullás is előfordulhat.

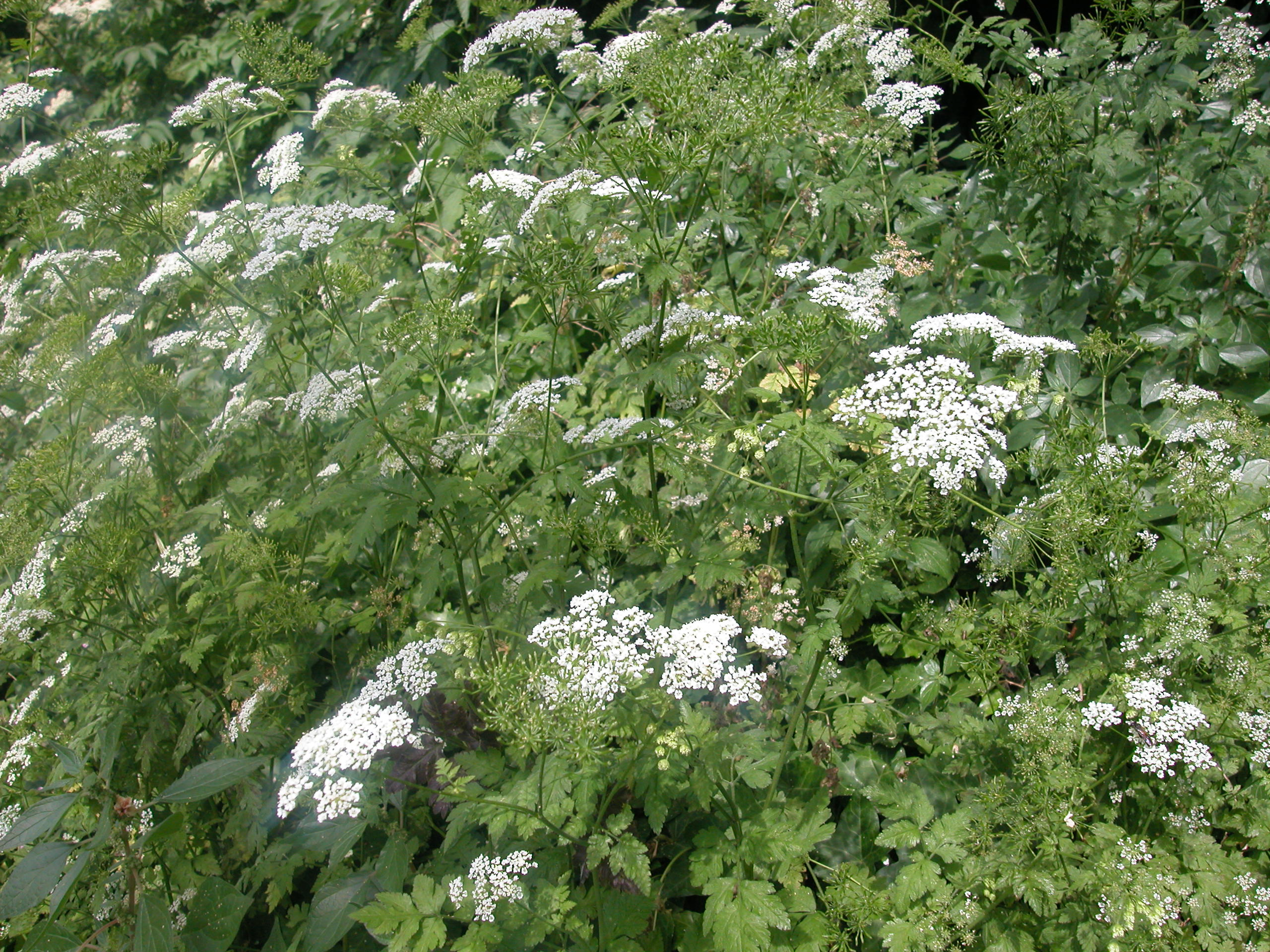
Megjelenése
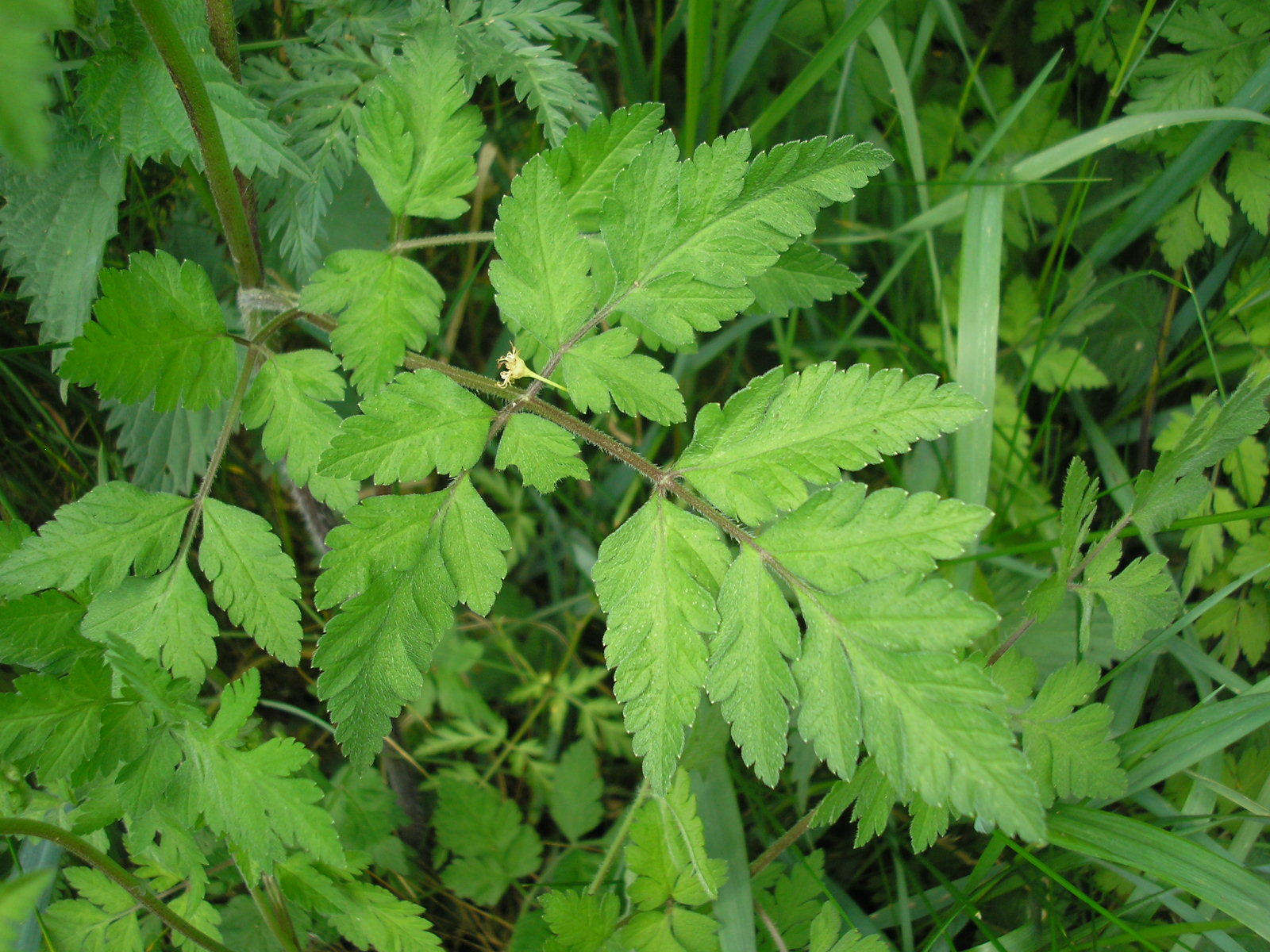
Levele
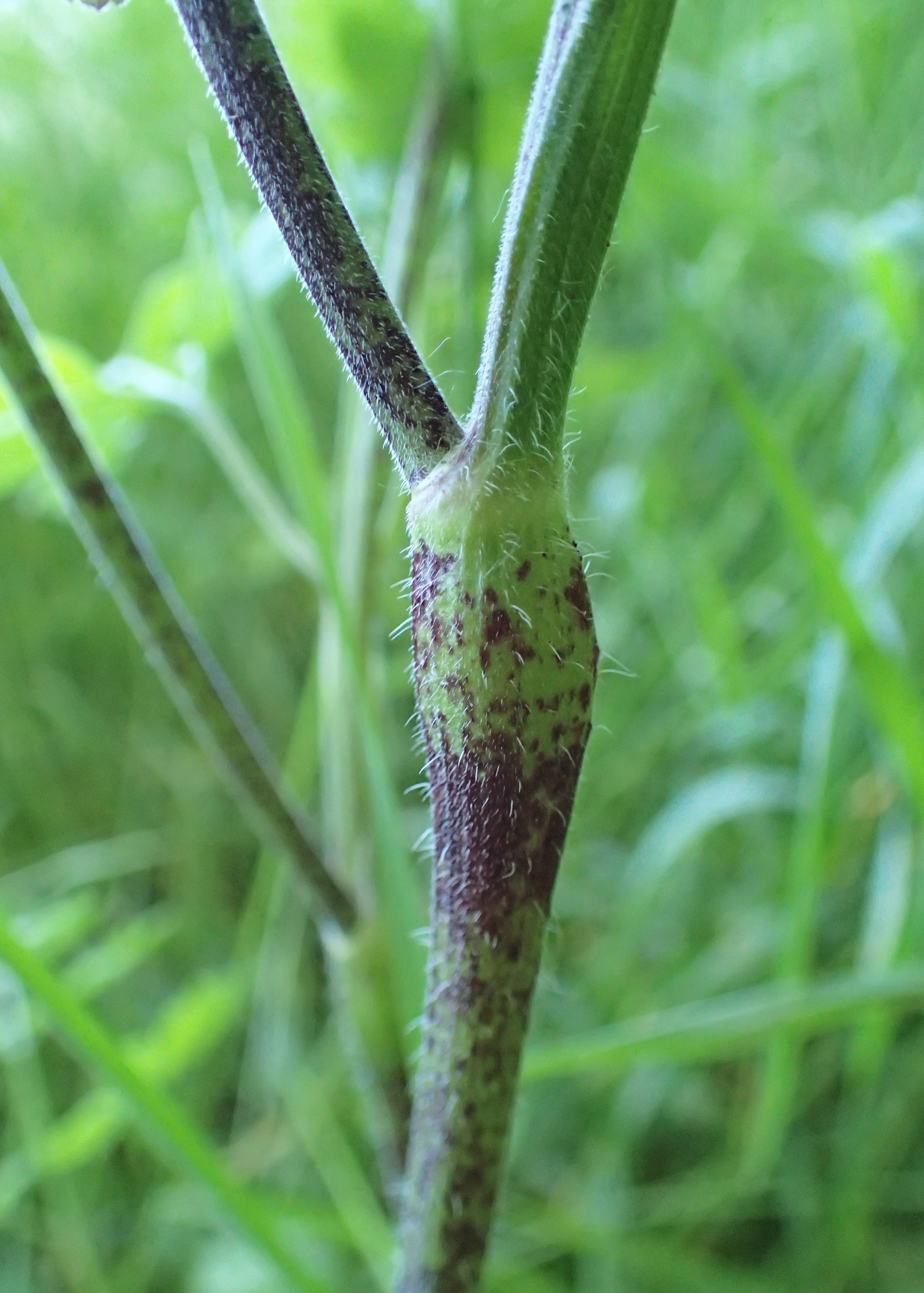
Vörösen foltos szára
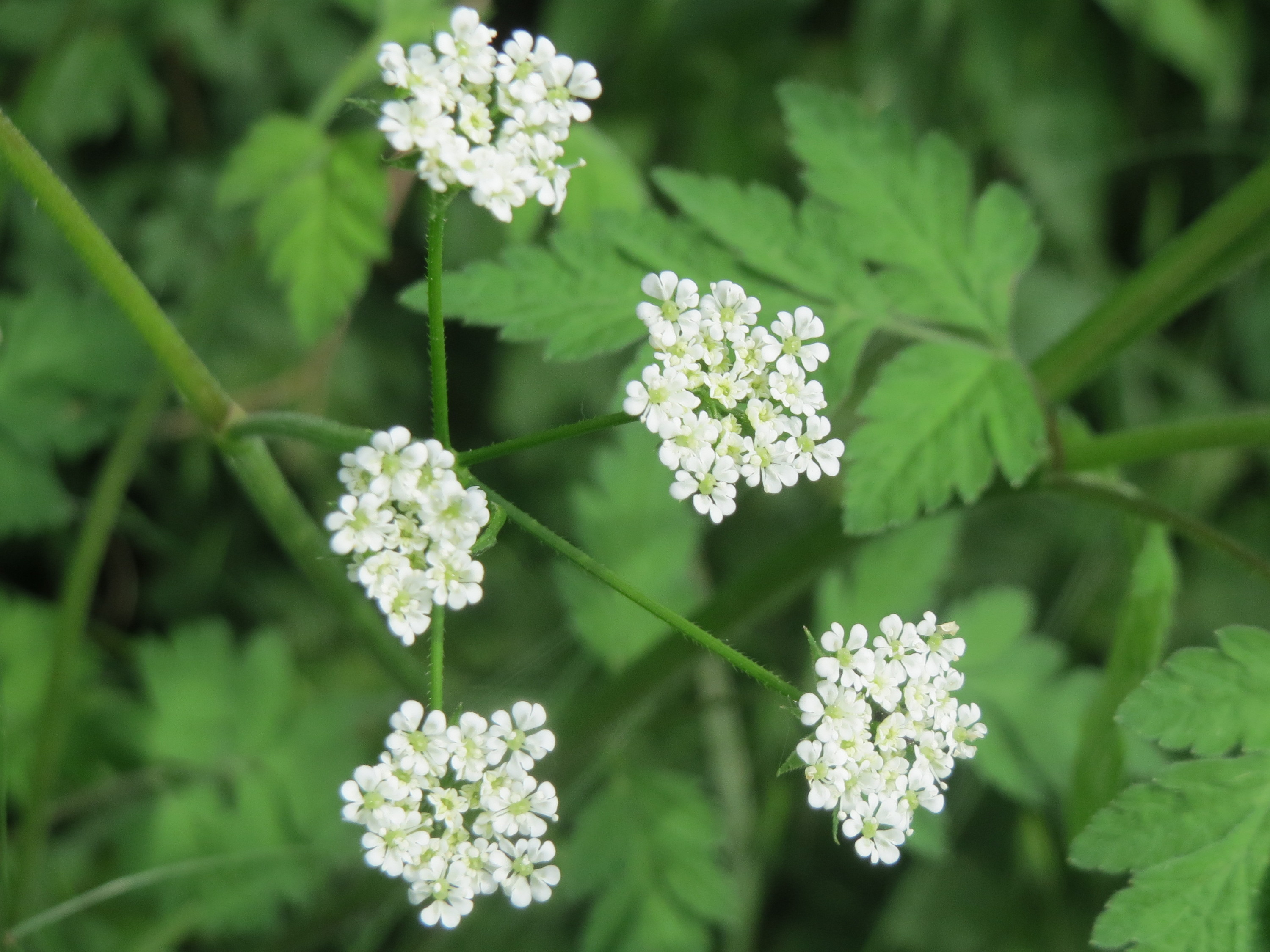
Virága
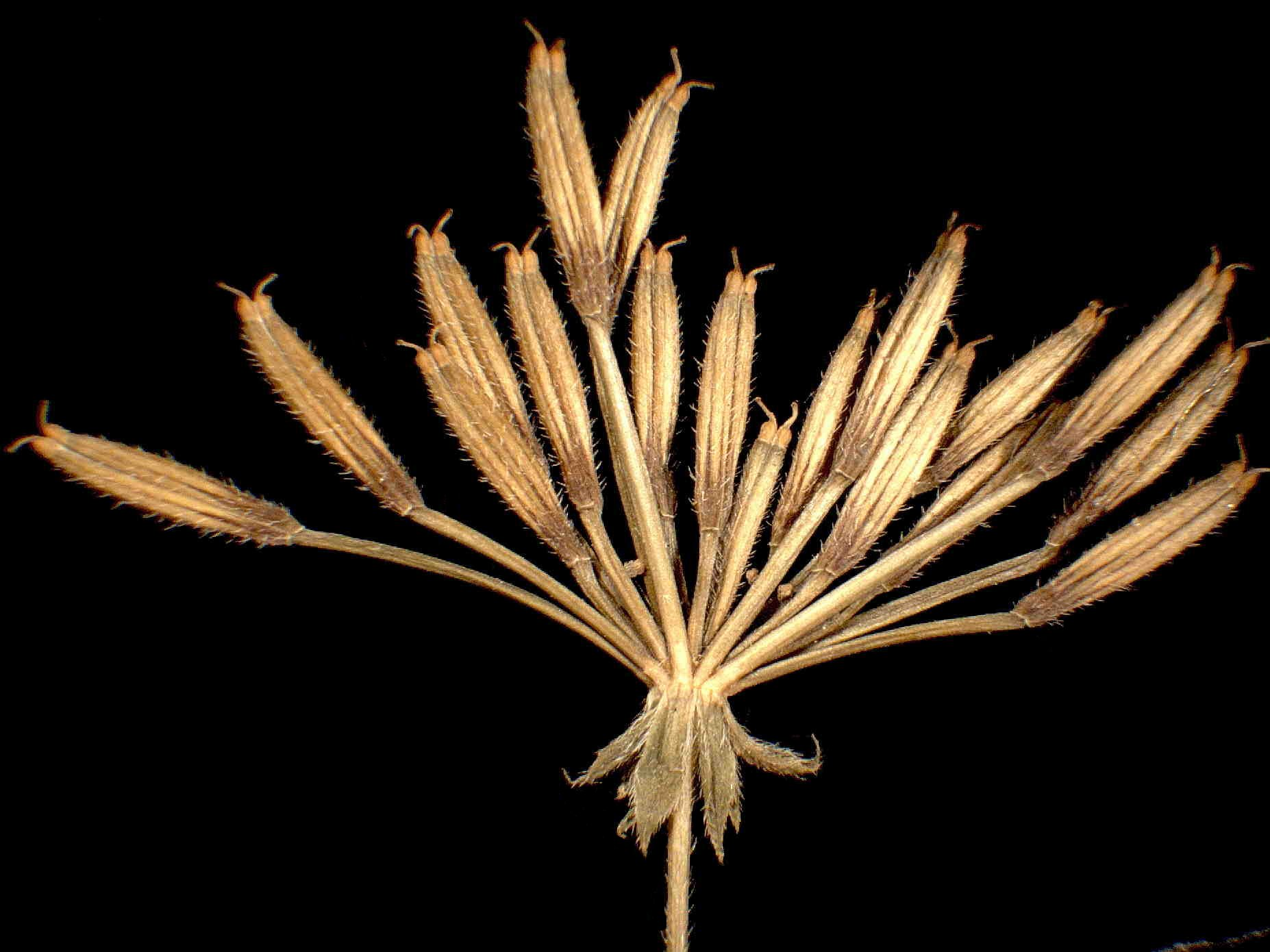
Termése
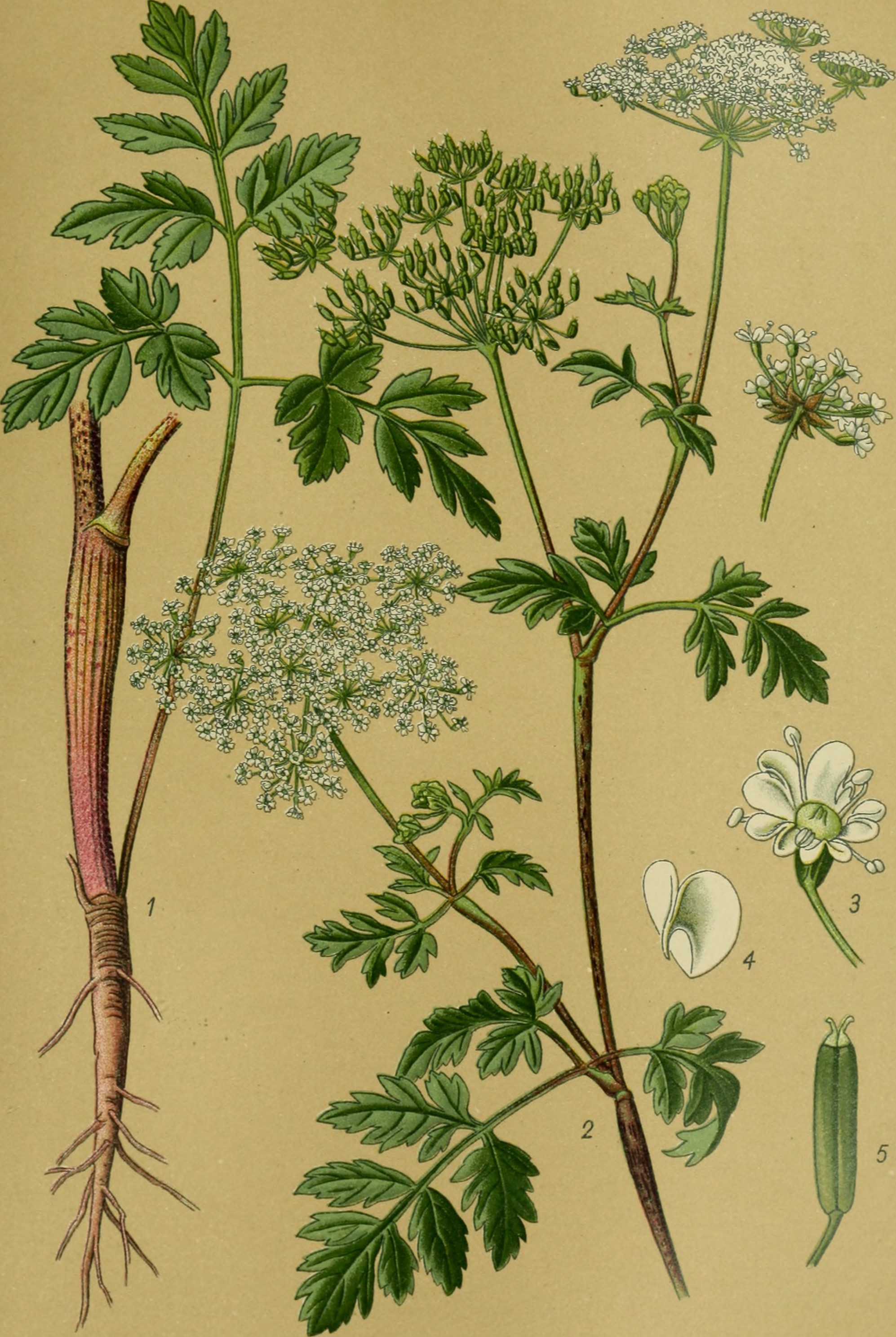
Ábrázolása egy német botanikakönyvben (1910)